# ویلوپوله سکژنگسکیه
ویلوپوله سکژنگسکیه (به لاتین: Wielopole Skrzyńskie) یک روستا در لهستان است که در گمینا ویلوپوله سکژنگسکیه واقع شده‌است. ویلوپوله سکژنگسکیه ۳٬۹۸۲ نفر جمعیت دارد.